# كولن هيكي
كولن هيكي (بالإنجليزية: Colin Hickey)‏ هو متزلج سريع أسترالي، ولد في 3 يوليو 1931، وتوفي في 13 يناير 1999.

## وصلات خارجية
- كولن هيكي على موقع SpeedSkatingBase.eu (الإنجليزية)
- كولن هيكي على موقع SpeedSkatingStats.com (الإنجليزية)
- كولن هيكي على موقع أوليمبيديا (الإنجليزية)
- كولن هيكي على موقع اللجنة الأولمبية الأسترالية (الإنجليزية)